# Bandeira de Pau dos Ferros
A bandeira de Pau dos Ferros é um dos três símbolos oficiais de Pau dos Ferros, município no estado do Rio Grande do Norte, Brasil. Os outros símbolos municipais são o brasão e o hino.
Criada na década de 1960, durante a gestão do prefeito Pedro Diógenes Fernandes (1963-1969), é formada por um campo branco, com o brasão municipal ao centro.